# Eriosomatinae
Eriosomatidae é uma antiga família biológica pertencente aos Aphidoidea que, em reclassificações taxonómicas recentes foi transformada na subfamília Eriosomatinae, que engloba os chamados pulgões-lanígeros. São um tipo de afídios, insectos fitófagos, que se alimentam de seiva das plantas que parasitam. Produzem um revestimento filamentoso e ceroso branco que se assemelha a lã ou algodão, daí o seu nome vulgar. Os espécimes adultos são alados e deslocam-se para outras plantas onde ovipositam. As larvas formam frequentemente grandes massas felpudas em galhos, de modo a protegerem-se de predadores.
Alguns, como o pulgão-lanígero-das-macieiras, constituem pragas para os fruticultores. Muitas das numerosas espécies de pulgões-lanígeros têm apenas um tipo de planta hospedeira, ou alternam gerações em duas plantas hospedeiras distintas.

## Taxonomia
A subfamília Eriosomatinae tem sido referida recentemente como pertencendo à família Aphididae. Anteriormente, estava colocada na família Pemphigidae = Eriosomatidae, however, that taxon is no longer valid.

## Dieta
Os pulgões-lanígeros alimentam-se ao inserir as suas peças bucais semelhantes a agulhas nos tecidos da planta, de modo a dela extrair seiva. São capazes de se alimentar a partir de folhas, botões, casca e mesmo a partir de raízes das plantas. Em decorrência do facto de se alimentarem de seiva, produzem uma substância espessa conhecida como melada, que pode favorecer o aparecimento de fumagina sobre a planta.

## Danos nas plantas
Ainda que os pulgões-lanígeros não sejam, em geral, grande causa de alarme, podem, contudo, causar danos importantes nas plantas que podem ser particularmente preocupantes para quem cultive plantas ornamentais. Os sintomas de parasitismo incluem folhas retorcidas e amareladas, crescimento medíocre da planta e necrose parcial.
Outros danos menores poderão ser causados pela melada segregada, difícil de remover. Ainda que a melada por si só não cause grandes problemas, pode favorecer o aparecimento de infecções fúngicas (fumagina), além de bloquear a exposição da planta à luz do sol, interferindo com a rentabilidade da fotossíntese.